# Skarszewy (gromada)
Skarszewy (do 31 XII 1957 Bolesławowo) – dawna gromada, czyli najmniejsza jednostka podziału terytorialnego Polskiej Rzeczypospolitej Ludowej w latach 1954–1972.
Gromady, z gromadzkimi radami narodowymi (GRN) jako organami władzy najniższego stopnia na wsi, funkcjonowały od reformy reorganizującej administrację wiejską przeprowadzonej jesienią 1954 do momentu ich zniesienia z dniem 1 stycznia 1973, tym samym wypierając organizację gminną w latach 1954–1972.
Gromadę Skarszewy z siedzibą GRN w mieście Skarszewy (niew wchodzącym w jej skład) utworzono 1 stycznia 1958 w powiecie kościerskim w woj. gdańskim przez przeniesienie siedziby gromady Bolesławowo z Bolesławowa do Skarszew i zmianę nazwy jednostki na gromada Skarszewy.
1 stycznia 1960 do gromady Skarszewy włączono obszar zniesionej gromady Więckowy oraz miejscowości Bożepole, Przerębska Huta, Szczodrowo i Celmerostwo ze zniesionej gromady Szczodrowo w tymże powiecie.
1 stycznia 1962 do gromady Skarszewy włączono miejscowości Nowy Wiec i Szczodrowski Młyn ze zniesionej gromady Wysin w tymże powiecie.
1 stycznia 1970 do gromady Skarszewy włączono część obszaru miasta Skarszewy (1.406,83 ha) w tymże powiecie.
Gromada przetrwała do końca 1972 roku, czyli do kolejnej reformy gminnej. 1 stycznia 1973 w powiecie kościerskim w woj. gdańskim reaktywowano zniesioną w 1954 roku gminę Skarszewy (od 1999 w powiecie starogardzkim w woj. pomorskim).